# انخماد الشعلة

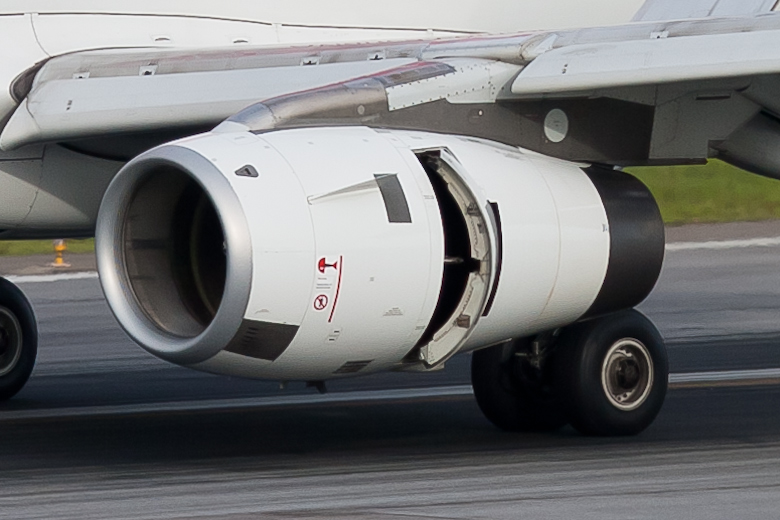
أفيانكا البرازيل A318

في الطيران، اِنخماد الشعلة (flameout) أو اِنخماد اللهب (flame-out) هو انخفاض جريان محرك نفاث أو محرك توربيني بسبب اختفاء اللهب في الاحتراق (غرفة الاحتراق). يمكن أن يكون لفقدان اللهب مجموعة متنوعة من الأسباب، مثل تجويع الوقود، أو الارتفاع المفرط، أو توقف الضاغط، أو تلف الأجسام الغريبة الناجم عن الطيور، أو البرد، أو الرماد البركاني، أو هطول الأمطار الشديد، أو عطل ميكانيكي، أو درجات حرارة محيطة شديدة البرودة.

## التحكم في المحرك
كانت المحركات النفاثة المبكرة عرضةلاِنخماد الاشتعال بعد اضطرابات تدفق الهواء الداخل، أو حركات مفاجئة أو غير مناسبة لمقبض الدفع، مما يؤدى إلى نسب وقود هواء غير صحيحة في غرفة الاحتراق. تعتبر المحركات الحديثة أكثر متانة في هذا الصدد، وغالبًا ما يتم التحكم فيها رقميًا، مما يسمح بتحكم أكثر فاعلية في جميع معلمات المحرك لمنع حدوث اِنخماد الاشتعال وحتى بدء إعادة التشغيل التلقائي في حالة حدوث اِنخماد الاشتعال.
تحدث عمليات اِنخماد الاشتعال بشكل متكرر في إعدادات الطاقة المتوسطة أو المنخفضة مثل مراحل العبور والنزول. لمنع اِنخماد الاشتعال عندما تكون الظروف الجوية أو التشغيلية مواتية له، عادة ما توفر أنظمة التحكم في المحرك وظيفة الاشتعال المستمر. عادةً ما يتم استخدام أجهزة الإشعال فقط عند بدء تشغيل المحرك، حتى يصبح اللهب في غرفة الاحتراق مستدامًا ذاتيًا. مع الاشتعال المستمر، بدلاً من ذلك، يتم إشعال أجهزة الإشعال باستمرار كل ثانية أو أقل، بحيث في حالة حدوث اِنخماد للاشتعال يمكن استعادة الاحتراق على الفور.

## إعادة تشغيل المحرك
بعد اِنخماد الاشتعال، يمكن عادة إعادة تشغيل المحركات النفاثة أثناء الطيران، بشرط أن تحلق الطائرة ضمن جزء من غلاف الرحلة المحدد على أنه نطاق إعادة تشغيل المحرك. اعتمادًا على مكان محاولة إعادة التشغيل في مغلف إعادة التشغيل (وهذا يعتمد على سرعة الطائرة والارتفاع)، قد يعتمد الإجراء ببساطة على تدفق الهواء ( إعادة تشغيل دوّار الهواء) أو يتطلب استخدام البادئ ( إعادة التشغيل بمساعدة البادئ) بالترتيب للضاغط لتحقيق سرعة دوران كافية لإشعال ناجح.
على سبيل المثال، يبلغ الحد الأقصى لطائرة الركاب إيرباص إيه 320 أكثر من 39,000 قدم (12,000 م)، لكن نطاق إعادة تشغيل المحرك المعتمد لا يمتد إلا إلى 30,000 قدم (9,100 م). حتى هذا الارتفاع، يمكن محاولة إعادة تشغيل دوّار الهواء بسرعات تزيد عن 260 عقدة (480 كم/س؛ 300 ميل/س)؛ أقل من هذه السرعة، مطلوب إعادة توجيه بمساعدة البادئ.
يمكن أن يجعل قفل النواة (Core lock) إعادة التشغيل مستحيلة.